# 新宿イーストサイドスクエア
新宿イーストサイドスクエア（しんじゅくイーストサイドスクエア）は、新宿区新宿六丁目に位置するオフィス・商業の複合施設である。東新宿駅に直結している。スクウェア・エニックスやハンズなどの本社がテナントとして入り、都内最大級の1フロア床面積を有する一方、2014年ランドスケープコンサルタンツ協会賞設計部門で最優秀賞を受賞するなど、周辺地域の土地利用とも一体化した回遊空間を形成している。隣接地には超高層高級賃貸マンションコンフォリア新宿イーストサイドタワーも建築され、街区全体で新宿イーストサイドと称する。

## 概要

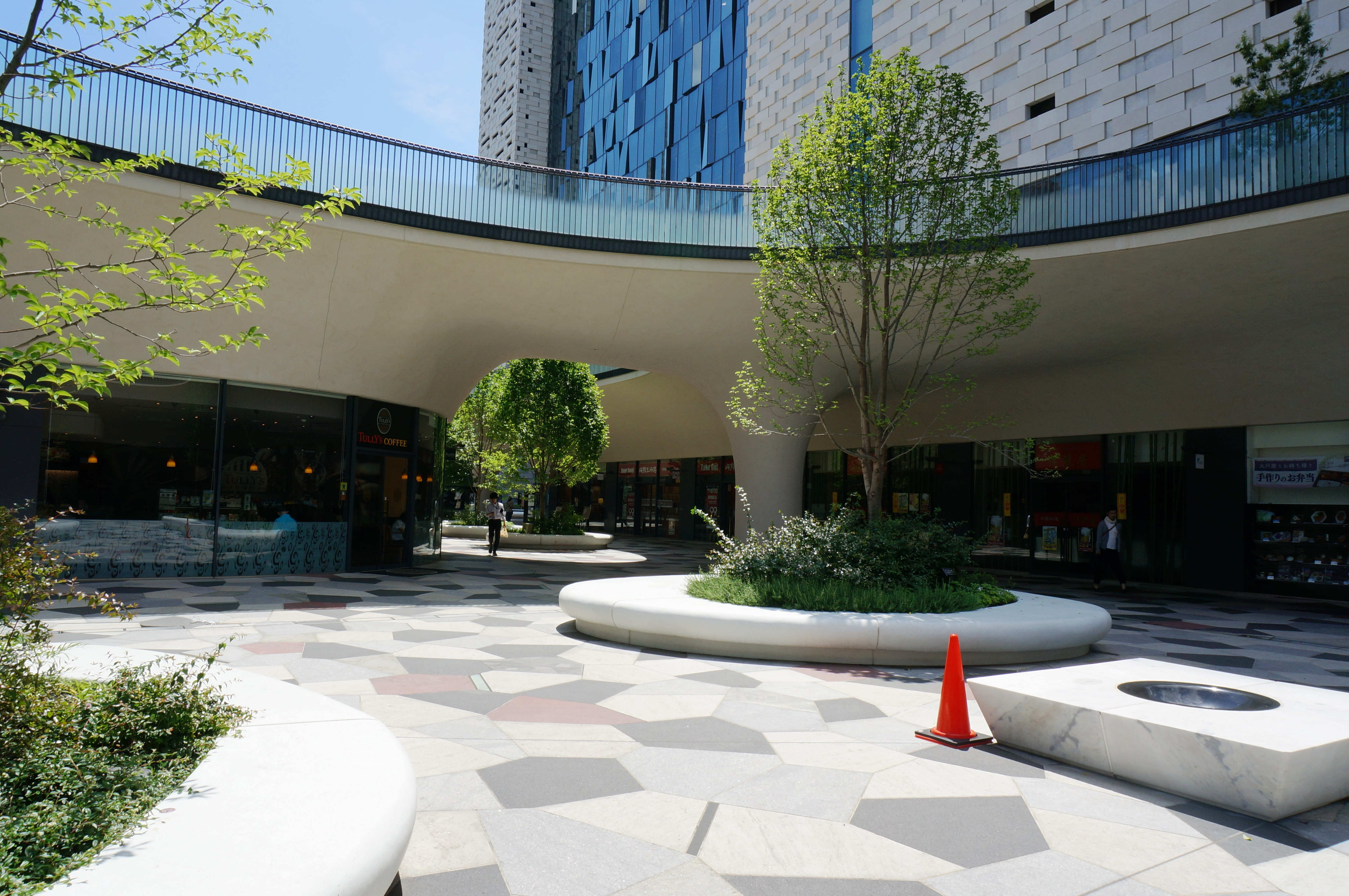
サンクンガーデン

新宿イーストサイドスクエアの位置する街区「新宿イーストサイド」は、日本テレビゴルフガーデン跡地の再開発によって誕生し、約2.6ヘクタールという大規模面開発の特性を生かし、開発地の約50％を有効空地（外構空間）として設定し、そのうち約40％が緑化されている。緑地帯は、それぞれ少しずつ花期がずれた樹木で構成されている。
さらに新宿イーストサイドスクエアと東新宿駅をつなぐサンクンガーデンには数多くの店舗が軒を連ね、随所に設けられた吹き抜けから自然光が採り入れられ、地域の賑わいが創出されている。さらに、サンクンガーデンに合わせて曲線階段やプロムナード（遊歩道）、ベンチ、アート作品を設置し、新宿七丁目につながる新宿文化センター方面、地区東側から新宿駅方面をつなぐ歩行者ネットワークを補強するなど、周辺地域と一体化した回遊性の高いランドスケープを形成している。

## 歴史

### 新宿イーストサイド再開発
東新宿駅の南東部約3.7万m²には、読売新聞社社主の正力松太郎の構想により、高さ550mのテレビ塔と下層部のホテル・オフィス・百貨店からなる「正力タワー」が計画され、日本テレビ放送網、三菱電機、大成建設、三菱地所により準備が進められていた。正力の死去により計画は建ち消えとなり、その後、「日本テレビ・読売新聞ハウジング・スクウェア新宿」「日本テレビゴルフガーデン」となった。2000年に閉鎖後、2007年に跡地の街並み再生方針が策定され、街並み再生地区指定を受け、都市計画が決定された。同計画では、整備目的として、（1）多様な都市機能が集積した住む人、集う人にとって魅力のある街の形成、（2）東新宿駅や地域の既存資源を活かした賑わい・文化・交流の拠点形成、（3）土地の高度利用と街並みの誘導、（4）良好な都心居住の実現、（5）地域の生活環境向上への貢献が掲げられた。同年末にUR都市機構の競争入札によって三菱地所等が出資する新宿6丁目特定目的会社が落札し、同社が開発する敷地一帯を「新宿イーストサイド」と命名し、日本土地建物（現：中央日本土地建物）、大和ハウス工業、平和不動産とともに再開発がスタートした。
新宿イーストサイドスクエアの計画時の名称は「（仮称）新宿6丁目N街区計画」であり、パークハビオ新宿イーストサイドタワーは「(仮称）新宿6丁目S街区計画」であった。

### 新宿イーストサイドスクエア竣工
2012年4月、敷地北側のビジネスエリアに、広場や遊歩道とともに、飲食店街を中心としたサンクンガーデンを通して当駅と直結するかたちで、地上20階・塔屋2階・地下2階・高さ96m・延床面積約17万m²の新宿イーストサイドスクエアが建設された（2012年8月から入居開始、9月グランドオープン）。同ビルは、1万人以上が就業可能で、地下1階と1階の一部が商業施設、1階から20階までがオフィスエリアとなっており、スクウェア・エニックス・ホールディングス、ソフトバンク・テクノロジー、東急ハンズなどが本社移転した。

### 年表
- 1972年4月 - 日本テレビゴルフガーデン（都心部最大のゴルフ練習場）開設[10]。
- 2000年 - 日本テレビゴルフガーデン閉鎖。
- 2007年
  - 3月 - 街並み再生方針策定、街並み再生地区指定。
  - 8月 - 新宿六丁目西北地区地区計画都市計画決定。
  - 12月 - 都市再生機構が実施した競争入札を三菱地所等が出資する新宿6丁目特定目的会社が落札。
- 2008年12月 - 地区計画変更。
- 2010年5月 - 着工。
- 2011年12月 - パークハビオ新宿イーストサイドタワー竣工。
- 2012年5月 - 新宿イーストサイドスクエア竣工。

## 主な施設

### 新宿イーストサイドスクエア

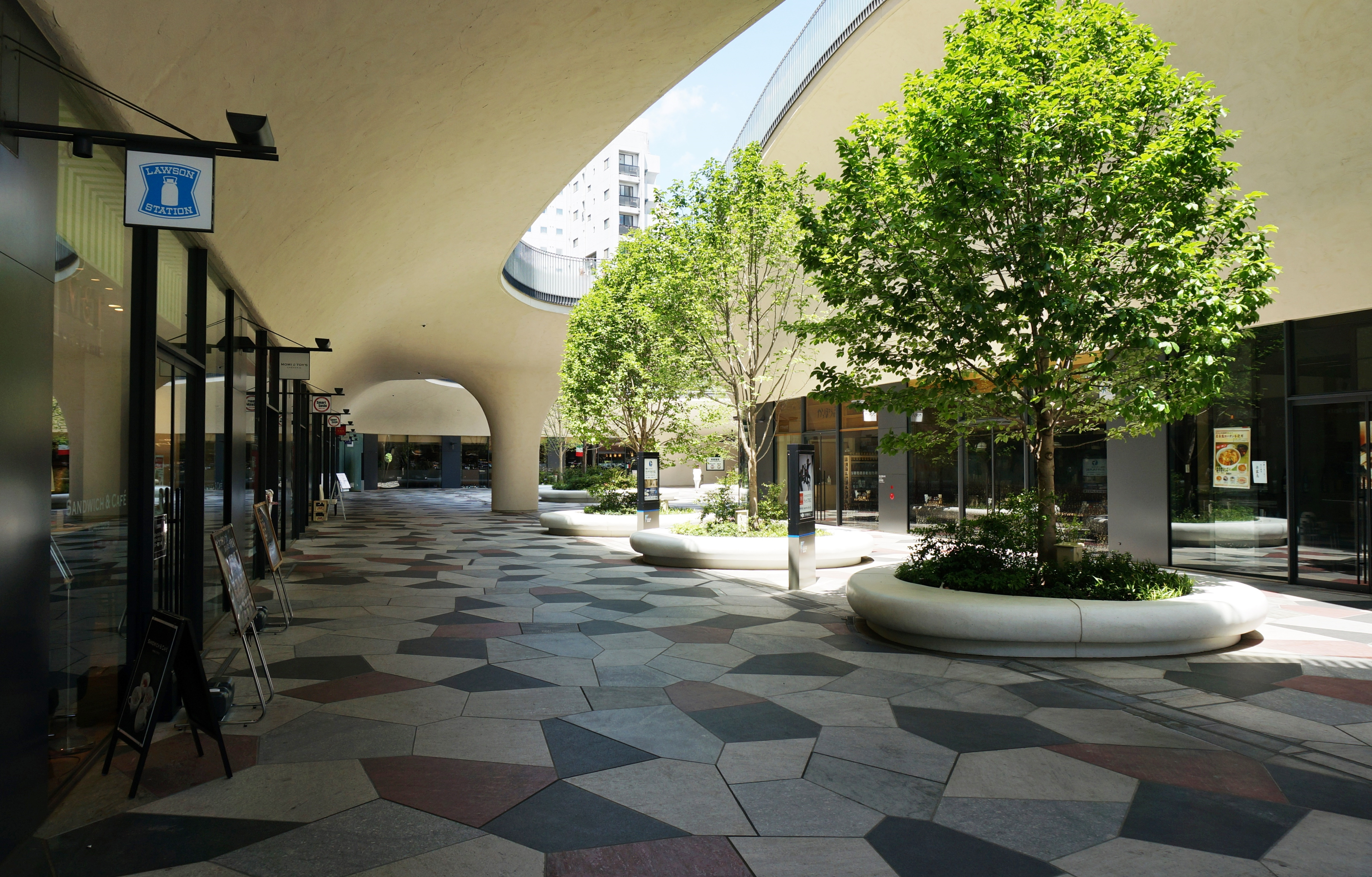
東新宿駅A3出入口

敷地北部に位置するオフィスビル。地上20階地下2階、オフィス基準階有効面積約1,800坪のフロアプレートを有し、地下1階と1階の一部が店舗、1階〜20階が事務所用のフロアとなっている。地下1階のサンクンガーデンには飲食店やクリニック、フィットネスクラブなどが入っており、東新宿駅と直結している。2012年5月に竣工、2012年9月にグランドオープンした。
概要
- 敷地面積:25,809.68㎡
- 延床面積:170,220.33㎡
- 地下2階　地上20階
- 高さ:96m
- 竣工日:2012年5月

#### 都内最大級の1フロア床面積
1フロアの床面積（1,789坪、約5,900㎡）は、ガーデンシティ品川御殿山、KDX豊洲グランスクエア、NAKANO CENTRAL PARK SOUTHなどと並び、竣工時において都内最大級となり、エレベーターや非常用階段などがフロア外周に配置され、（一般的なロの字型やコの字型ではなく）ほぼ整形の広大なオフィス空間が提供される。エレベーターは、事務所乗用10基×3バンク（高層階は12基）、非常用3基/人荷用1基。この広大なオフィスフロアを活かし、オフィス機能やグループ企業の集約化を進め業務の効率化を図ろうとする企業がスクウェア・エニックスを皮切りに数多く入居している。

#### 環境面、防災面の工夫
環境面では、不規則な凹凸を持たせたガラスとプレキャストコンクリート板を組み合わせた外装システムを導入し、シンボリックな外観デザインを採っているが、これは周辺への圧迫感や直射日光の反射を軽減し、周辺住民のプライバシーの確保、ビル壁面のガラスへの映りこみ防止を図るためのものである。さらに、ダブルスキン（東西南面）やエアバリアファン（北面）などを組み合わせることで徐熱・断熱を行うなど、竣工時の東京都の一般的な大規模オフィスビルに比べて二酸化炭素排出量を25％削減する省エネルギー・高エネルギー効率を実現している。このデザインは、PAL低減率（建物断熱性能）で35.37％、ERR（設備の省エネ効率）では36.94％を達成するものであり、いずれも東京都が定める指標の最高位（ランク3）に入っている。 
防災面では、鉄骨断面の中にコンクリートを充填したCFT柱を採用し、コアフレーム内に粘性壁とアンボンドブレースを配置した制振構造を採用することで高い耐震性を確保するとともに、72時間運転可能な非常用発電機の設置等により建物の安全性を高め、さらには地域貢献として防災倉庫やマンホールトイレも整備している。

#### 主なテナント

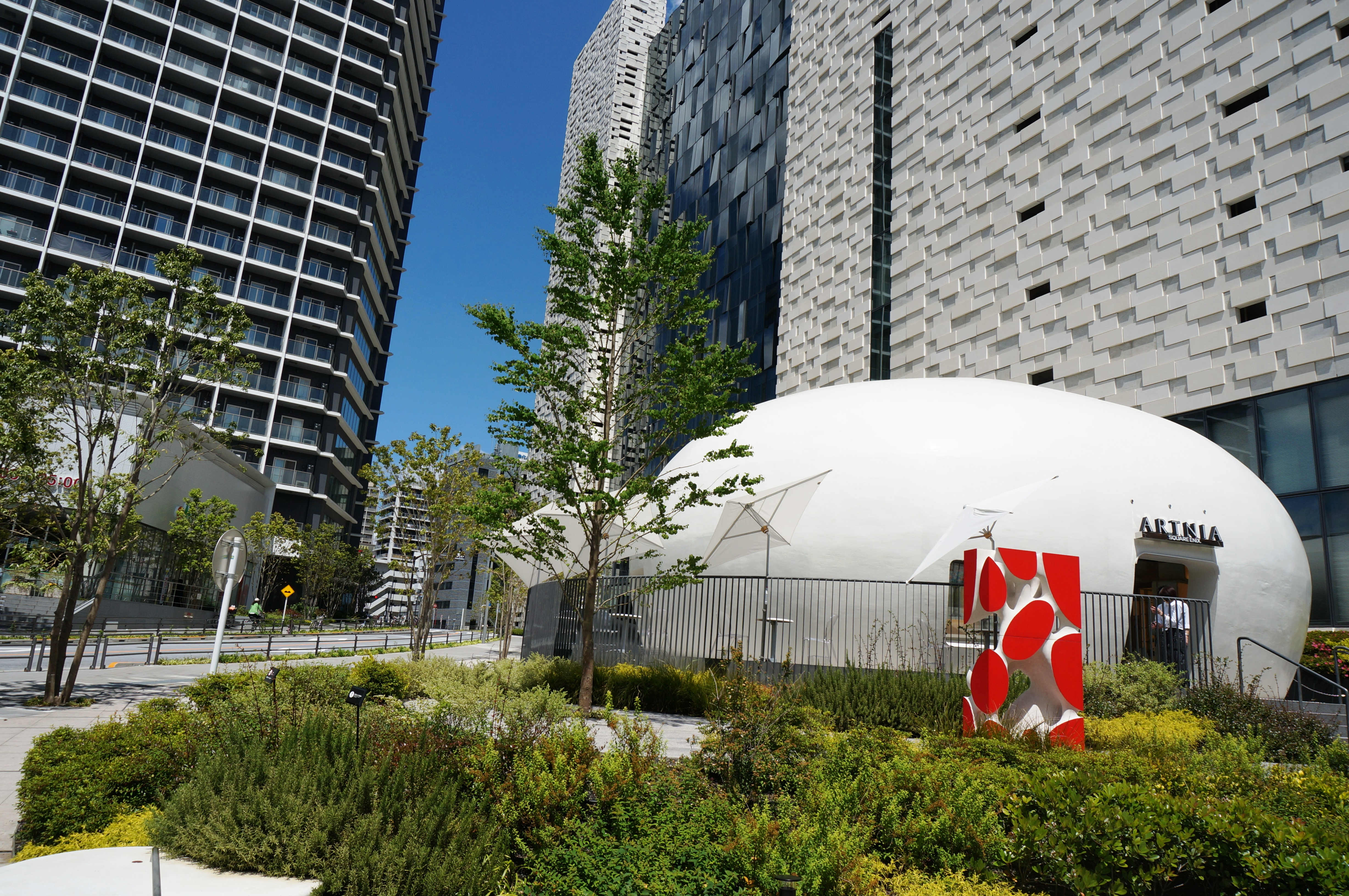
ARTNIA（アルトニア）

- スクウェア・エニックス・ホールディングス本社
  - スクウェア・エニックス本社、オフィシャルショップ「ARTNIA」
  - タイトー本社
- ハンズ本社
- 三菱地所ホーム本社
- 高砂熱学工業本社
- SBテクノロジー本社
- 東京海上日動キャリアサービス本社
- シティバンク、エヌ・エイ東新宿支店
- CFJ本社
- コロンビアスポーツウェアジャパン東京本社
- ハーレーダビッドソンジャパン本社
- データホテル本社
- アメアスポーツジャパン本社
- サイバートラスト株式会社
- 株式会社Areus本社
- 楽天インシュアランスホールディングス株式会社
  - 楽天生命保険株式会社
  - 楽天損害保険株式会社
  - 楽天少額短期保険株式会社

(2023年4月現在)

#### 交通アクセス
- 都営地下鉄大江戸線・東京メトロ副都心線東新宿駅直結
- バス利用の場合は次の系統を利用のうえ「東新宿駅前」下車。
  - 宿74・75・早77・池86・高71系統
  - 池86系統は渋谷駅・池袋駅、高71系統は高田馬場駅・市ヶ谷駅、ほかは新宿駅からの利用となる。
- 駐車場有

### コンフォリア新宿イーストサイドタワー（旧・パークハビオ新宿イーストサイドタワー）

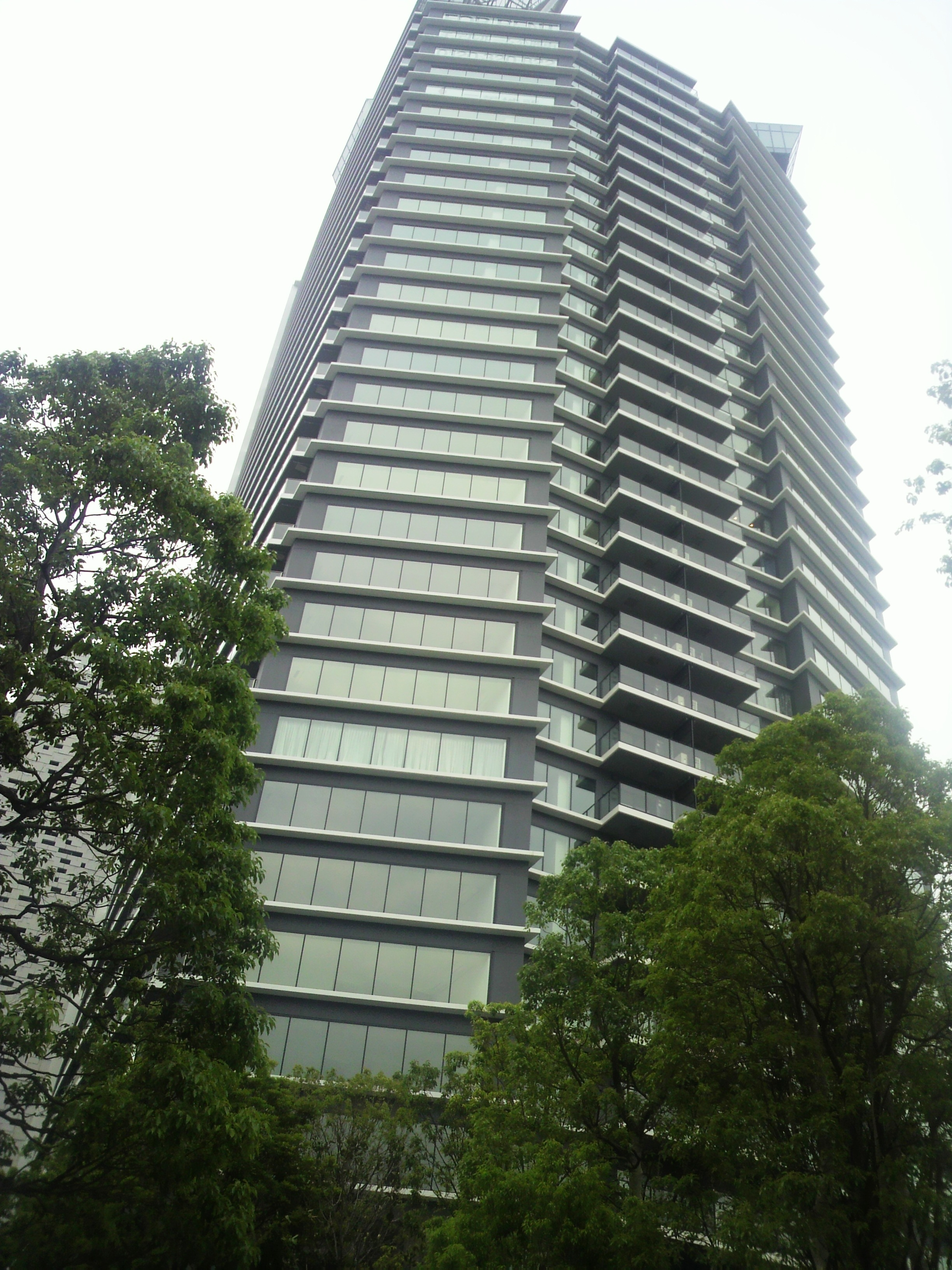
パークハビオ新宿イーストサイドタワー

コンフォリア新宿イーストサイドタワーは、新宿イーストサイド敷地南部に位置するタワー型高級賃貸マンションである。当初は、三菱地所が展開する「パークハビオ」シリーズとして建設され、パークハビオ新宿イーストサイドタワーと称された。メインタワーは地上32階建て、高さ111mであり、アネックス棟（2〜4階）、ゲート棟と合わせて計761戸の賃貸マンションとして運営されている。メインタワーの1階にはスーパーマーケットのマルエツ（新宿六丁目店）が入居するほか、アネックス棟1階、ゲート棟1階はテナントスペースとして開放されている。
2014年12月には、東急不動産が建物ごと取得した。東急不動産は、副都心線エリアへの投資を強化しており、稼働率が90％を超える同マンションの収益性を評価したためである。さらに、2016年2月には東急不動産がスポンサーのコンフォリア・レジデンシャル投資法人が132億6,400万円で取得し、マンション名称を「コンフォリア新宿イーストサイドタワー」と改めた。建物管理は、三菱地所コミュニティが行っている。土地は独立行政法人都市再生機構が所有しており、2077年までの定期借地権が設定されている。2016年1月現在の月額賃料は1億1,354万6千円である。
概要
- 敷地面積10,870.10㎡
- 地下1階 地上32階
- 高さ:111m
- 竣工日:2011年12月

#### 共用施設
居住者用の共用施設として、メインタワーの32階にインフィニティ・エッジ・プールとクラブラウンジ、31階にラウンジと直結した屋外テラスがあり、ケータリングサービスも実施されている。また、31階、32階にはトレーニングジムがあり、ゴルフレンジも併設されている（ほかにシミュレーション・ゴルフとカラオケができる貸切スペースもある）。さらに32階はドライサウナ・ミストサウナを完備した温浴施設があり、都内を一望できるリラクゼーションルームも併設されている。地下のタワー駐車場には車寄せがあり、バレットパーキングが実施されている。

#### 防犯・防災
防犯・防災面では、1階の防災センターに管理員・警備員が24時間常駐しており、防犯カメラによる監視と夜間巡回、非常時出動が実施されているほか、トリプルセキュリティが整備されている。アネックス棟1階には新宿区指定防災倉庫が置かれ、毛布、コンパクトトイレ、ポータブル発電機などの備品が備蓄されているほか、マンホールトイレも準備されている。

#### 交通アクセス
- 東京メトロ丸ノ内線・副都心線・都営地下鉄新宿線新宿三丁目駅徒歩4分
- 都営地下鉄大江戸線・東京メトロ副都心線東新宿駅徒歩2分

## ギャラリー

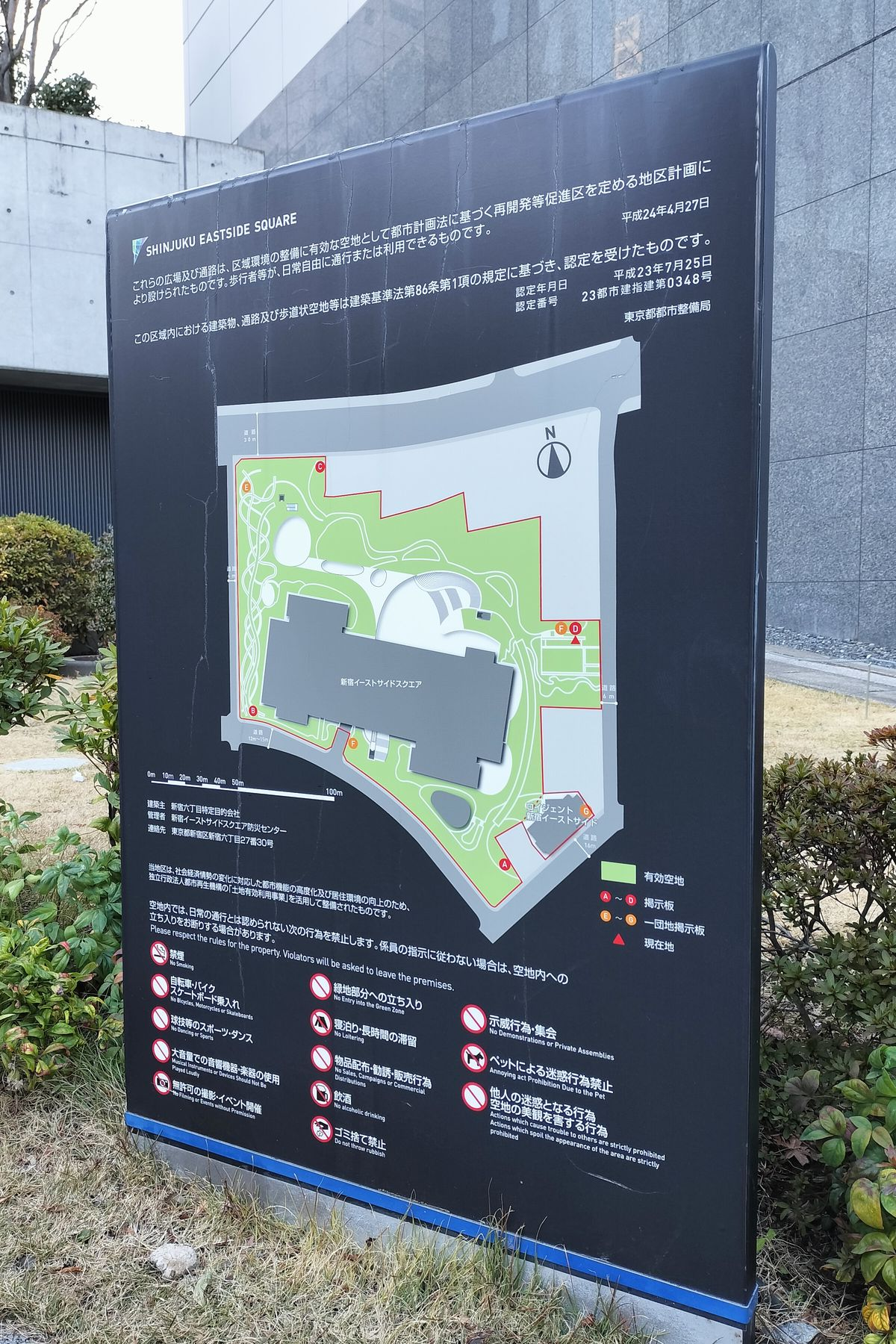
公開空地の表示